# Nothing to Lose (bài hát của Bret Michaels)
"Nothing to Lose" là một bài hát được Bret Michaels sáng tác, thu âm và phát hành với vai trò là đĩa đơn đầu tiên từ album solo Custom Built của anh. Miley Cyrus cũng góp giọng trong một vài phiên bản của bài hát.

## Danh sách track
Maxi Single
1. Nothing to Lose (có sự tham gia của Miley Cyrus) - 3:54
2. Nothing to Lose (Bret only) - 3:54
3. Nothing to Lose (có sự tham gia của Miley Cyrus - country) - 3:54
4. Nothing to Lose (có sự tham gia của Miley Cyrus - acoustic) - 3:54
5. Nothing to Lose (Bret only - acoustic) - 3:54

Nguồn:

## Bảng xếp hạng
| Bảng xếp hạng (2010)                  | Vị trí cao nhất |
| ------------------------------------- | --------------- |
| U.S. Billboard Top Rock Digital Songs | 32              |